# رالي بولندا 2015
رالي بولندا 2015 هو سباق رالي أقيم في الفترة من 2 إلى 5 يوليو 2015 في بولندا. كان الجولة السابعة ضمن بطولة العالم للراليات موسم 2015. تكون الرالي من 19 مرحلة. فاز به الفرنسي سيباستيان أوجير.